# Exallodontus
Exallodontus is een monotypisch geslacht van straalvinnige vissen uit de familie van de antennemeervallen (Pimelodidae).

## Soort
- Exallodontus aguanai Lundberg, Mago-Leccia & Nass, 1991